# Evert Nyberg
Evert Nyberg   (Göteborg, 28 de febrer de 1925 - Örgryte församling, 17 d'agost de 2000) va ser un atleta suec, especialista en curses de fons, que va competir durant les dècades de 1940 i 1950.
Durant la seva carrera esportiva va prendre part en tres edicions dels Jocs Olímpics d'Estiu. El 1948, a Londres, abandonà en la cursa dels 5.000 metres del programa d'atletisme. El 1956, a Melbourne, fou vuitè en la marató i el 1960, a Roma, cinquanta-vuitè en la mateixa cursa.
En el seu palmarès destaca una medalla de bronze en els 5.000 metres del Campionat d'Europa d'atletisme de 1946, a Oslo, rere Sydney Wooderson i Wim Slijkhuis. També guanyà setze campionats nacionals: dos en els 5.000 metres (1946 i 1956), un dels 10.000 metres (1955), quatre dels 25 km (1955-57 i 1960), dos dels 30 km (1961 i 1962), quatre de marató (1955, 1957, 1962 i 1963) i tres de cros (1950, 1955 i 1957).

## Millors marques
- 5.000 metres. 14' 23.2" (1946)
- 10.000 metres. 29' 33.4" (1955)
- Marató. 2h 25' 08" (1957)[1][4]